# Jean Bertin (décorateur)
Pour les articles homonymes, voir Jean Bertin et Bertin.
Jean Bertin est un décorateur de théâtre français, né le 21 mai 1921 à Paris, où il est mort le 16 juin 1981.

## Biographie
Jean Bertin est le fils du décorateur de théâtre Émile Bertin (1878-1957)

## Décorateur de théâtre
- Carole de Pierre Viallet, théâtre de l'Œuvre, 1941
- Morts sans sépulture et La Putain respectueuse de Jean-Paul Sartre, théâtre Antoine, 1946
- Pas un mot à la reine mère d'Yves Mirande et Maurice Goudeket, théâtre Antoine, 1946
- Dix Petits Nègres d'Agatha Christie, adaptation de Pierre Brive, théâtre Antoine, 1946
- Charlotte et Maximilien de Maurice Rostand, théâtre du Gymnase, 1946
- Valérie d'Eddy Ghilain, théâtre de Paris, 1946
- Le Carrosse du Saint-Sacrement de Prosper Mérimée, théâtre Antoine, 1947
- La Femme de ta jeunesse de Jacques Deval, théâtre Antoine, 1947
- Et vive la liberté de Jean de Létraz, théâtre des Variétés, 1947
- Les Mains sales de Jean-Paul Sartre, théâtre Antoine, 1948
- Deburau de Sacha Guitry, théâtre du Gymnase, 1950
- Fric-Frac d'Édouard Bourdet, théâtre Antoine, 1950
- J'y suis j'y reste, de Raymond Vincy et Jean Valmy, théâtre du Gymnase, 1950
- Harvey de Mary Chase, adaptation de Marcel Achard, théâtre Antoine, 1950
- Le Diable et le Bon Dieu de Jean-Paul Sartre, théâtre Antoine, 1951
- Drôle de monde ! de Max Régnier, théâtre de la Porte-Saint-Martin, 1951
- L'Amour, toujours l'amour de Jean Girault et Jacques Vilfrid, théâtre Antoine, 1951
- La Grande Roue de Guillaume Hanoteau, théâtre Saint-Georges, 1952
- L'Amant de Madame Vidal de Louis Verneuil, théâtre Antoine, 1952
- Le Diable à quatre de Louis Ducreux, théâtre Montparnasse - Gaston-Baty, 1953
- À la Jamaïque, opérette de Raymond Vincy, 1954
- La Grande Félia de Jean-Pierre Conty, théâtre de l'Ambigu, 1955
- Nekrassov de Jean-Paul Sartre, théâtre Antoine, 1955
- Et jusqu'à Béthanie de Jean Giraudoux, théâtre Montparnasse, 1963
- La Voyante d'André Roussin, théâtre de la Madeleine, 1963
- La Fin du monde de Sacha Guitry, théâtre de la Madeleine, 1966
- Hier à Andersonville d'Alexandre Rivemale d'après Saül Levitt, théâtre de Paris, 1966
- Seule dans le noir de Frederick Knott, théâtre Édouard-VII, 1966